# 24. Zusatzartikel zur Verfassung der Vereinigten Staaten
Der 24. Zusatzartikel zur Verfassung der Vereinigten Staaten von Amerika, das Twenty-fourth Amendment von 1964, besagt, dass niemand aufgrund von Steuerschulden sein Wahlrecht verlieren kann. Der Verfassungszusatz wurde am 27. August 1962 vom US-Kongress vorgeschlagen und am 23. Januar 1964 von den Bundesstaaten ratifiziert.

## Wortlaut
Englisch
1. The right of citizens of the United States to vote in any primary or other election for President or Vice President, for electors for President or Vice President, or for Senator or Representative in Congress, shall not be denied or abridged by the United States or any State by reason of failure to pay poll tax or other tax.
2. The Congress shall have power to enforce this article by appropriate legislation.

Deutsch:
1. Das Recht der Bürger der Vereinigten Staaten, den Präsidenten oder Vizepräsidenten, Wahlmänner für den Präsidenten oder Vizepräsidenten oder Senatoren oder Repräsentanten im Kongress zu wählen, darf durch die Vereinigten Staaten oder durch einen Bundesstaat aus Gründen der Nichtzahlung der Kopfsteuer oder einer anderen Steuer nicht verweigert oder eingeschränkt werden.
2. Der Kongress wird ermächtigt, diesen Artikel durch geeignete Gesetzgebung umzusetzen.

## Geschichte
Der 15. Zusatzartikel zur Verfassung der Vereinigten Staaten (1870) verbot jegliche Diskriminierung von Schwarzen und anderen rassischen Minderheiten beim Wahlrecht. Um die Weißen trotzdem zu bevorteilen, hatten einige Staaten gegen Ende des 19. Jahrhunderts eine so genannte „poll tax“ (in Form einer Kopfsteuer) eingeführt. Nur nach Bezahlung dieser meist recht hohen Steuer erlangte man das Wahl- und Stimmrecht. Entscheidend für den diskriminierenden Effekt war die so genannte „Großvaterklausel“: Jeder, dessen Vater oder Großvater in einem bestimmten (vor der Sklavenbefreiung liegenden) Jahr in diesem Staat wählen durfte, darf steuerfrei wählen.
Diese poll tax genügte dem Wortlaut des Fifteenth Amendment, da sowohl an Weiße wie auch an Schwarze rein formal die gleichen Bedingungen gestellt wurden – entweder, man bezahlt die poll tax, oder man hat einen Verwandten, der einem den Gebrauch der Großvaterklausel ermöglicht.
Die poll taxes hatten den Effekt, dass sie bis 1964 in einigen Staaten die große Mehrzahl der Schwarzen und der Neueinwanderer von den Wahlen ausschlossen, da diese recht häufig arm waren und sich somit den „Luxus“ namens Wahlbeteiligung nicht leisten konnten. Nur die alteingesessenen weißen Familien waren durch die Großvaterklausel effektiv von der Steuer befreit.

## Ratifizierung
Der 24. Zusatzartikel wurde von den einzelnen Bundesstaaten wie folgt ratifiziert:
- Illinois: 14. November 1962
- New Jersey: 3. Dezember 1962
- Oregon: 25. Januar 1963
- Montana: 28. Januar 1963
- West Virginia: 1. Februar 1963
- New York: 4. Februar 1963
- Maryland: 6. Februar 1963
- Kalifornien: 7. Februar 1963
- Alaska: 11. Februar 1963
- Rhode Island: 14. Februar 1963
- Indiana: 19. Februar 1963
- Utah: 20. Februar 1963
- Michigan: 20. Februar 1963
- Colorado: 21. Februar 1963
- Ohio: 27. Februar 1963
- Minnesota: 27. Februar 1963
- New Mexico: 5. März 1963
- Hawaii: 6. März 1963
- North Dakota: 7. März 1963
- Idaho: 8. März 1963
- Washington: 14. März 1963
- Vermont: 15. März 1963
- Nevada: 19. März 1963
- Connecticut: 20. März 1963
- Tennessee: 21. März 1963
- Pennsylvania: 25. März 1963
- Wisconsin: 26. März 1963
- Kansas: 28. März 1963
- Massachusetts: 28. März 1963
- Nebraska: 4. April 1963
- Florida: 18. April 1963
- Iowa: 24. April 1963
- Delaware: 1. Mai 1963
- Missouri: 13. Mai 1963
- New Hampshire: 12. Juni 1963
- Kentucky: 27. Juni 1963
- Maine: 16. Januar 1964
- South Dakota: 23. Januar 1964

Die Ratifizierung des 24. Zusatzartikels wurde am 23. Januar 1964 mit der Ratifizierung durch South Dakota abgeschlossen. Anschließend wurde der Zusatzartikel noch von folgenden Bundesstaaten ratifiziert:
- Virginia: 25. Februar 1977
- North Carolina: 3. Mai 1989
- Alabama: 11. April 2002
- Texas: 22. Mai 2009

Der 24. Zusatzartikel wurde nicht ratifiziert von Arizona, Arkansas, Georgia, Louisiana, Mississippi, Oklahoma, South Carolina und Wyoming.